# BOND

Bond 或 BOND是來自澳洲/英國的4人弦樂四重奏女子組合，該團體成立於2001年。以流行音樂形式演奏古典音樂。並根據經典名作進行獨特編曲的音樂。並相當強調服裝，視覺和表演作為主打的焦點，目前以售出約五百萬張專輯。

## 創作
Bond是在音樂製作人邁克·巴特和發起人梅爾·布什之間的初步對話後成立的，此前巴特曾向布什建議他們兩人應該組成一個由「四位美麗、有才華的音樂家」組成的四重奏團體。一段時間後，布什推進了這個想法，並招募了製作人 Gareth Cousins 來幫助選擇成員陣容並定義樂隊。這導致樂隊製作最初的四張錄音，導致邦德被迪卡簽約其中三張原創唱片，並發行了第一張專輯《Born》。
最終，Bond由塔妮亞·戴維斯（第一小提琴，原中提琴，來自澳洲雪梨）、艾歐絲·康索（第二小提琴，來自威爾士卡迪夫）、埃爾斯佩斯·漢森（中提琴，來自英國上巴斯爾登）和蓋伊-葉·韋斯特霍夫（大提琴，來自英國赫爾）組成。其中埃爾斯佩斯是在2007年加入，接替了因懷孕而退出樂隊的海莉·埃克爾（第一小提琴，來自澳洲珀斯）。
最初，Bond的首張專輯《Born》從英國古典音樂排行榜上被刪除，顯然是因為它「聽起來太像流行音樂」，後來， 《Born》在全球21個排行榜上升至第一名，隨後他們的第二張專輯《Shine》在六個國家獲得金牌。他們的第三張錄音室專輯《Classified》在澳大利亞獲得雙鉑金，在古典音樂和流行音樂中均排名第一。
在2003年的大部分時間，Bond積極於全球巡迴演出，特別是在亞洲各地，並參加了在巴拿馬巴拿馬城舉行的 2003 年環球小姐。他們還為美國連鎖百貨公司Marshall Field's表演和拍攝了電視廣告，並在洛杉磯為卡拉OK製造商Daiichi Kosho製作廣告。該樂隊在羅溫·艾金森主演的喜劇電影《凸搥特派員》客串，他們還為此貢獻了曲目《Kismet》並演奏了電影主題曲。他們還以自己的身份出現在《限制級戰警2：極限公國》中。
在2012年夏季奧林匹克運動會閉幕式中，Bond與羅素·布蘭德一起表演了《I_Am_the_Walrus》。
Bond在2017年10月20日於皇家阿爾伯特音樂廳與電影交響曲一起演出了《婚姻生活》，作為迈克·吉亚奇诺50歲生日慶典的一部分。

## 成員

### 現任成員
- 塔妮亞·戴維斯（英语：Tania Davis） –中提琴（2000-2007），第一小提琴（2007-至今）
- 艾歐絲·康索（英语：Eos Counsell）– 第二小提琴（2000年至今）
- 埃爾斯佩斯·漢森–中提琴（2007年至今）
- 蓋伊-葉·韋斯特霍夫 –大提琴（2000 年至今）

### 前成員
- 海莉·埃克爾（英语：Haylie Ecker）– 第一小提琴(2000–2007)

## 唱片列表

### 大碟
- Born（2000年）
- Shine（2002年）
- Remixed（2003年）
- Classified（2004年）
- Explosive - The Best of Bond（2005年）
- Play（2011年）

### 單曲
- "Victory"（2000年）
- "Viva!"（2001年）
- "Wintersun"（2001年）
- "Shine"（2002年）
- "Fuego"（2002年）
- "Explosive"（2004年）
- "Samba"（2004年）
- "Diablo"(2011年)

### DVD
- Live at the Royal Albert Hall（2000年）

## 外部連結
- Bond's official website （页面存档备份，存于）
- Bond's official Facebook Page
- Bond's official Japanese website
- Bond的Discogs页面（英文）